# Arcidiaconato del Cadore
L'Arcidiaconato del Cadore è una istituzione intradiocesana della Chiesa cattolica comprendente l'intero territorio del Cadore. 

## Descrizione

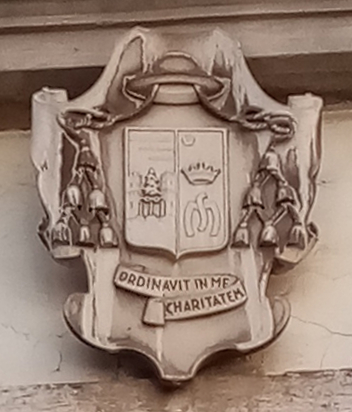
Stemma dell'Arcidiaconato del Cadore

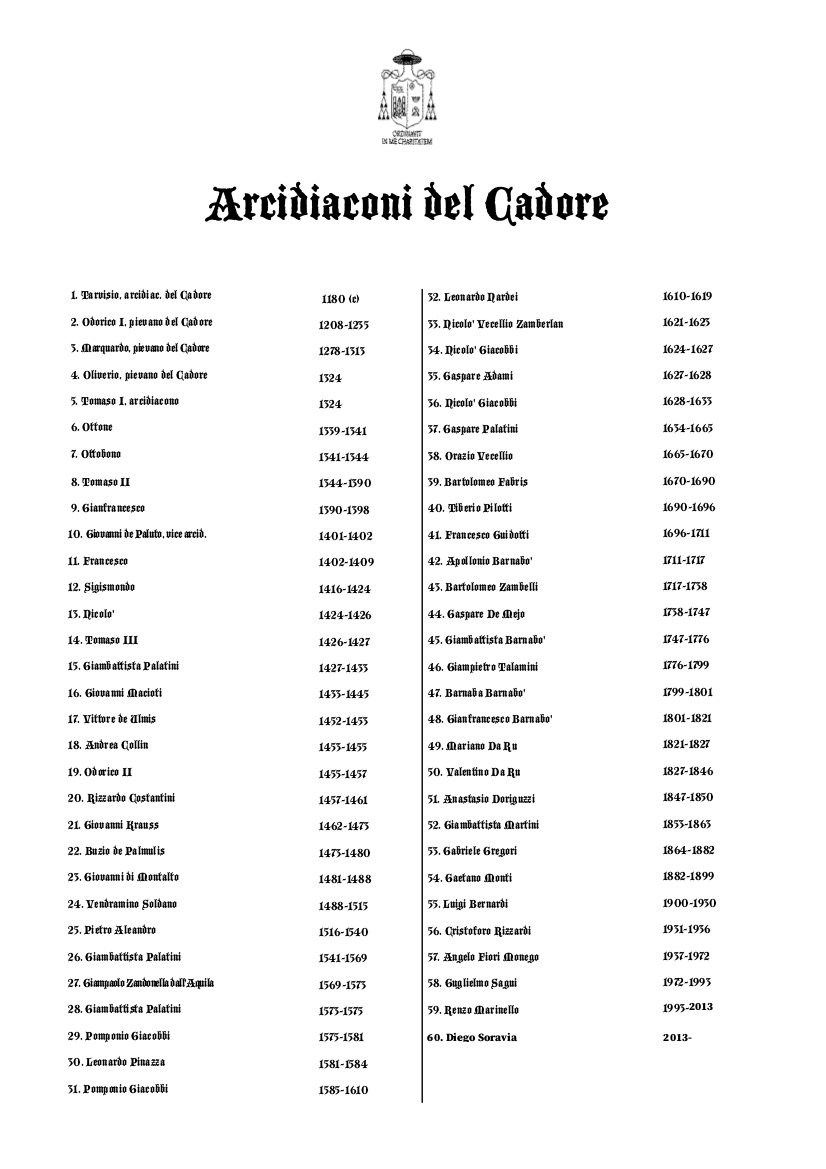
Elenco Arcidiaconi del Cadore

L'Arcidiaconato fu istituito dal Patriarcato di Aquileia, di cui il Cadore fece parte dalle origini fino alla soppressione, avvenuta nel 1751 con bolla Iniuncta nobis di papa Benedetto XIV. Un documento del Patriarcato datato 1247 e relativo al pagamento di tasse patriarcali, conservato presso la Biblioteca Storica Cadorina di Vigo di Cadore, annota come la Pieve di Santa Maria risultasse già sede arcidiaconale ed è quindi plausibile ritenere che la sua istituzione fosse precedente. Nell'organizzazione pastorale della vasta diocesi di Aquileia gli arcidiaconati avevano la funzione di controllo delle pievi del proprio territorio e di amministrare la giustizia, in prima istanza, di cause matrimoniali e di provvedimenti verso il clero. L'arcidiacono veniva scelto tra il clero cadorino e la Magnifica Comunità di Cadore esercitava il diritto di giuspatronato alla nomina. 
Con la soppressione del Patriarcato di Aquileia nel 1751 l'Arcidiaconato del Cadore divenne parte della nuova Arcidiocesi di Udine, nel 1846 fu però da questa staccato ed aggregato alla Diocesi di Belluno con la bolla Universalis Ecclesiae regimen di papa Gregorio XVI. L'istituzione arcidiaconale venne tuttavia conservata anche nella nuova Diocesi, così come la scelta dell'arcidiacono esclusivamente fra il clero locale cadorino con le relative prerogative, codificate nel 1941 in un accordo fra Magnifica Comunità ed il vescovo di Belluno Giosuè Cattarossi (decreto 604 del 16.08.1941). L'arcidiacono, ancora attualmente, è membro di diritto del Consiglio Generale della Magnifica Comunità di Cadore. L'elenco degli arcidiaconi annota una successione ininterrotta di 60 nomi a partire dal XII secolo. Con la riorganizzazione delle parrocchie della diocesi di Belluno-Feltre in sei "convergenze foraniali", avvenuta nel 2018, l'Arcidiacono non esercita più le funzioni di vicario foraneo nel territorio cadorino. All'arcidiacono del Cadore pro tempore compete il titolo di Protonotario apostolico soprannumerario.
A seguito della soppressione del Circondario di Pieve di Cadore nel 1927, la Magnifica Comunità e l'Arcidiaconato del Cadore rimangono le uniche istituzioni che siano espressione dell'intero territorio cadorino. 